# Villa del Parque (Buenos Aires)
Villa del Parque est un des quarante-huit quartiers de Buenos Aires.